# 唐诺·拜尔德
唐诺·拜尔德（Donald Byrd；1932年12月9日—2013年2月4日）是美国的爵士乐和节奏蓝调小号手。他是那一代许多爵士音乐家的伴奏者，拜尔德最著名的是他是唯一的比波普爵士乐音乐家并成功开创芬克灵魂流派（the funk and soul genres）。作为一个领队，拜尔德也因为在著名的键盘手和作曲家赫比·汉考克（Herbie Hancock）的早期职业生涯中的重要影响而著名。

## 传记

### 早期生活和早期职业生涯
拜尔德在Cass Technical High School学习。他在高中毕业前与莱昂内尔·汉普顿（Lionel Hampton）一起表演。在美国空军的军乐队任期结束后，他从韦恩州立大学获得了一个音乐学士学位，从曼哈顿音乐学院获得了一个硕士学位。在曼哈顿学校时，他代替克里夫·布朗（Clifford Brown）加入了亚特·布雷基（Art Blakey）的爵士使者（Jazz Messengers）。1955年，他录制了Gigi Gryce Jackie McLean 和Mal Waldron。1956年离开爵士使者后，他与许多主要的爵士音乐家表演，包括John Coltrane，Sonny Rollins，Thelonious Monk和后来的Herbie Hancock。拜尔德的第一个常规组合是五重奏，从1958年到1961年他和低音萨克斯演奏者派伯·亚当斯。
拜尔德1961年的Royal Flush标志着代表赫比·汉考克的蓝调之音的开始，拜尔德成功的1962年专辑Free Form给赫比·汉考克带来了广泛的关注，而这些专辑也第一次录音汉考克的原创作品。汉考克认为拜尔德是他职业生涯早期的一个关键影响，讲述他带着年轻钢琴家“在他的翅膀下”，在他刚刚抵达纽约时，他是一个苦苦挣扎的音乐家，甚至让他在布朗克斯公寓的折叠床睡了好几年：
“他是第一个让我成为一个国际知名乐团永驻成员的人。他一直培养和鼓励年轻的音乐家。他是一个天生的教育家，这似乎存在于他的血液中，他真的想鼓励创造力的发展。”
汉考克也回忆说，拜尔德在许多其他方面帮助他：他鼓励汉考克为蓝调之音制作他的首张专辑，将他介绍给Mongo Santamaria，谁汉考克的曲调“西瓜人”（Watermelon Man）变成了流行的冲击，后来拜尔德也劝他接受迈尔斯·戴维斯（Miles Davis）提议，加入他的五重奏。
汉考克也相信拜尔德给了他一个他职业生涯最重要的建议——不要放弃发行唱片。当蓝调之音给汉考克一个录音他的首次solo LP的机会，公司高管试图说服他放弃他的出版，以换取能够录制的专辑，但他坚持拜尔德的建议并拒绝了，所以会议来到一个僵局。这时，他站起来离开，但是在他正要走出去时，这些高管放宽限制，允许他保留发行。由于Santamaria的改版的“西瓜人”流行，汉考克很快就收到可观的版税，他使用第一次3000美元的版税为自己购买了第一辆汽车，一辆1963年谢尔比眼镜蛇（拜尔德建议的）。汉考克现在仍持有它，这辆目前生产的最古老的眼镜蛇仍然在原来主人的手中。
1964年6月，在胰岛素休克死亡的前两周，拜尔德在巴黎和埃里克·杜菲（Eric Dolphy）一起演出。

### 电动拜尔德
通过1969年的自由的想象（Fancy Free），拜尔德远离硬博普乐爵士格调，开始录制融合爵士乐、节奏和蓝调。他与Mizell兄弟（制片人、作家Larry和Fonce）合作了黑拜尔德（Black Byrd，1973），是蓝调之音很多年来的最畅销专辑。上升到Billboard's R&B排行榜第19，进入最热100首流行曲（Hot 100 pop）排行榜并最高排名第88。Mizell兄弟为拜尔德制作的后续专辑，Street Lady，Places and Spaces 和Stepping into Tomorrow，同样大卖，并为随后的迷幻爵士乐艺术家提供了丰富的样本如Us3。专辑中大部分都是由Larry Mizell所写。1973年他帮助建立Blackbyrds，一个由霍华德大学学生音乐家组成的融合组合。拜尔德在霍华德大学的音乐部门教授课程，并在1976年获得了法学博士。他们取得了几个主要流行曲包括“快乐音乐”（R&B 排行榜第3，pop排行榜第19），“走在节奏”（R&B排行榜第4，pop排行榜第6）和“摇滚湾公园”。
1980年代在北卡罗莱纳州中央大学任教期间，他成立了一个小组，小组成员包括来自大学的学生，被称为“圣纽约第125乐队”。他们录制了爱拜尔德（Love Byrd），一张有艾萨克·海耶斯（Isaac Hayes）鼓声特色的专辑。“爱来”（Love Has Come Around）在英国成为一个迪斯科流行并在排行榜上达到第41。
从1960年代开始，拜尔德（最终在哥伦比亚大学师范学院获得音乐教育博士学位）在不同的高等教育机构教学，包括罗格斯大学、汉普顿学院、纽约大学、哈佛大学、皇后大学、欧柏林大学、康奈尔大学、北卡罗莱纳州中央大学和特拉华州州立大学。他在后来的职业生涯中略為回归标准爵士乐，为Orrin Keepnews的公司Landmark Records发行了三张专辑，他最后的专辑试金石（Touchstone）是一个五重奏。
2013年2月4日，拜尔德在特拉华州多佛去世，享年80岁。